# ارض اقدس

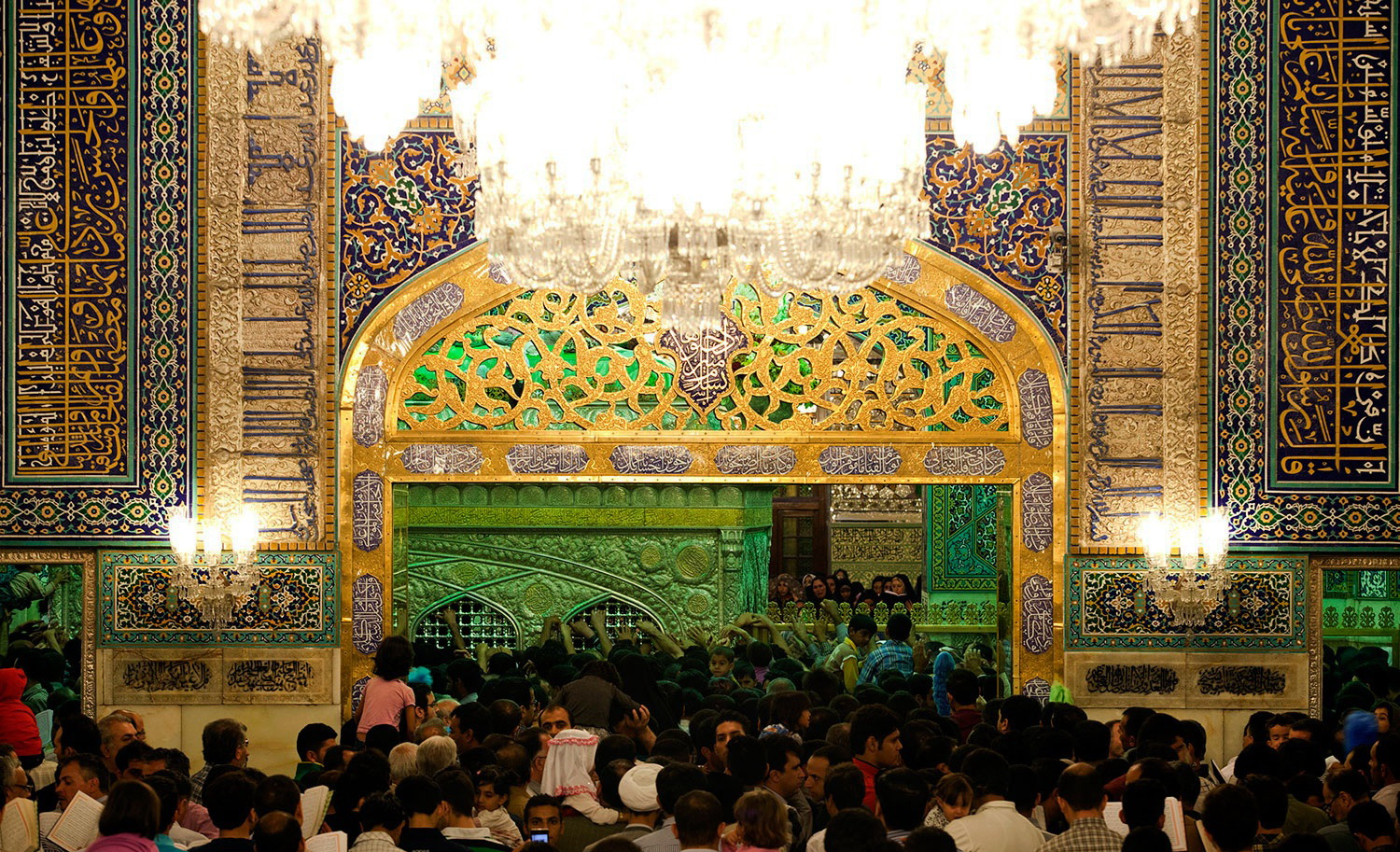
ارض اقدس - دارالحفاظ

ارض اقدس اصطلاحی در ادبیات فارسی برای اشاره به مرقد علی بن موسی الرضا، هشتمین امام شیعیان، در شهر مشهد است. اشارات فراوانی به این مکان با استفاده از عنوان «ارض اقدس» در منابع تاریخی، وقف نامه‌ها و سفرنامه‌ها شده‌است. در مشهد نام برخی مدارس نیز بنام ارض اقدس گذارده شده بود. این عنوان فارسی شده، ارتباطی با لغت عربی نزدیک به آن (الأرض المقدسة) که در قرآن و در بیان رویدادهای قوم بنی اسرائیل مورد استفاده قرار گرفته‌است و مکانی دیگر را مورد اشاره قرار می‌دهد، ندارد.

## مجمل التواریخ بعد نادریه
«مجمل التواریخ بعد نادریه» کتابی در تاریخ دوران قاجار نوشته ابوالحسن گلستانه است که در آن از حرم رضوی با عنوان ارض اقدس نام برده شده‌است: «امام قلی میرزا را با شاهرخ میرزا به ارض اقدس آوردند و برادران را در مشهد مقدس، علیقلی خان مقتول و شاهرخ میرزا… مخفی در ارگ مشهد مقدس محبوس ساخته خبر قتل او را منتشر ساختند.»

## اشرف التواریخ
در کتاب اشرف التواریخ و در جریان ذکر درگیری‌های مشهد می‌نویسد:
فی الحقیقه از رفتن میرزای ازغدی اختلال تمام به ارض اقدس و اهل شهر از هر کس راه یافته جملگی متزلزل گردیدند. پای ثبات نادر میرزا نیز از این وهنها که متواتر روی می‌داد از جا دررفته سر رشته تدبیر را گسسته یافت، اسباب معاشی که داشت از اصل شهر به ارگ کشید.

## تعداد نفوس ارض اقدس
«تعداد نفوس ارض اقدس» عنوان کتابی است منتشر شده در دوران ناصرالدین شاه که به جمعیت شهر مشهد می‌پردازد. این کتاب نوشته «زین العابدین بن مرحوم شاهزاده حاج محمد ولی میرزا» بوده‌است.

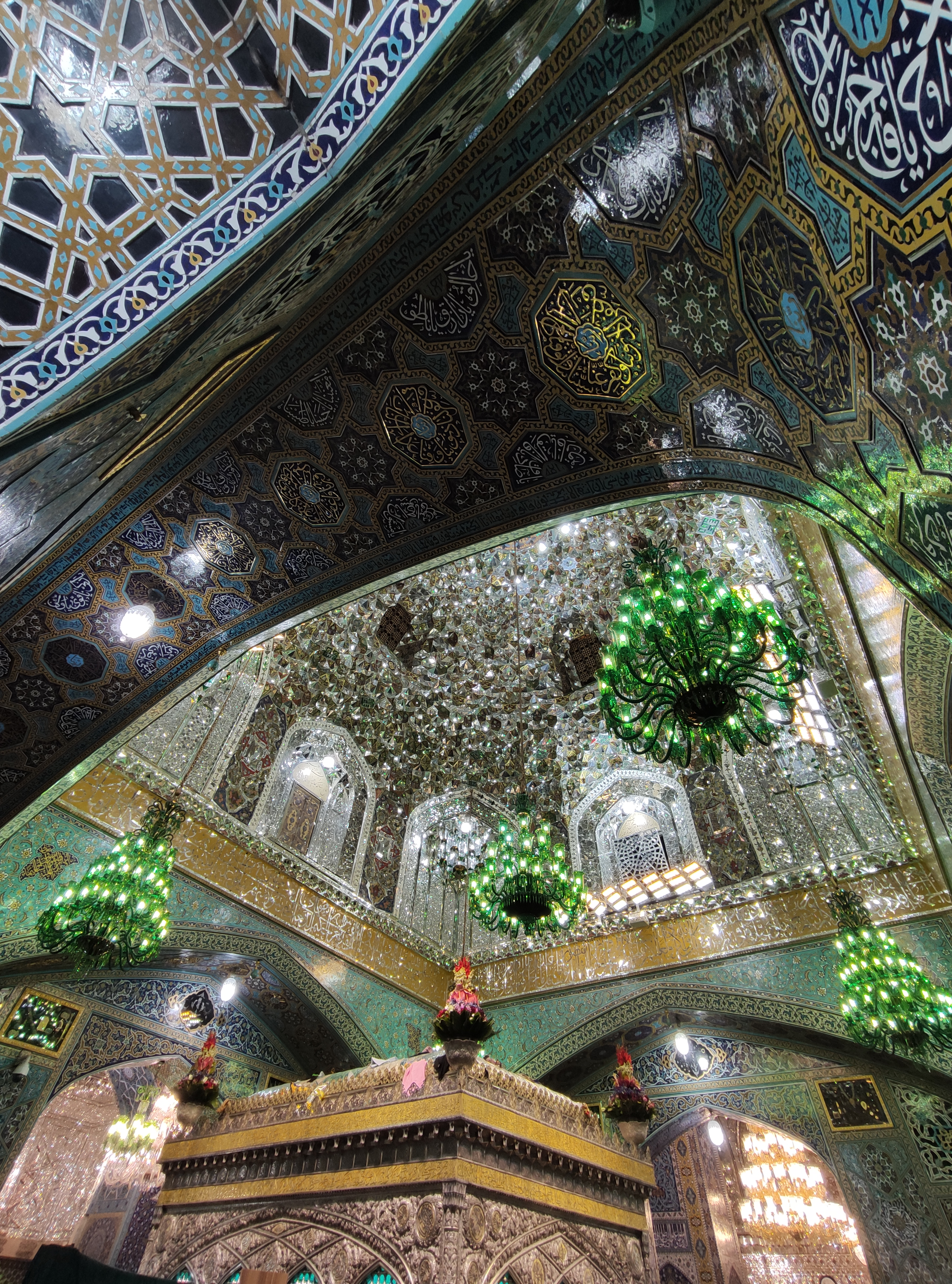
مرقد علی بن موسی الرضا (روضه منوره)

## عالم آرای نادری
نادر شاه افشار مشهد را بعنوان پایتخت خود قرار داد به دلیل اهمیتی که به زیارت آن پیش از رزم‌ها معتقد بود. میرزا محمدکاظم مروی نویسنده عالم‌آرای نادری ضمن اشاره به زیارت حرم توسط نادر شاه از عنوان ارض اقدس برای آن استفاده می‌کند: «نادر روز سه‌شنبه پانزدهم رمضان المبارک سال ۱۱۴۳ هجری قمری هنگامی که برای فتح هرات از مشهد خارج شد اولا وارد آستان معدلت بنیان علی بن موسی الرضا (ع) شد و فاتحه خوانده به جهت فتح و ظفر از درگاه صمدیت و حرمت آن معصوم شهید غربت استغاثه و مسألت نمود و با دیدهٔ گریان جبهه فر فلک آسای خود را بر آستان آن درگاه ملایک سجده‌گاه ساییده به دل کباب و دیده پر آب بر خود لازم نمود که بعد از فتح هرات ایوان صحن مقدس که مشهور به «صفهٔ علیشیر» و گلدستهٔ بالای سر مبارک منسوب به شاهرخ بن امیر تیمور را به تنگهٔ طلا مصفا کرده به اتمام رساند بعد از نذورات از آن مکان فردوس علامات بیرون آمده عازم گردید» در ادامه می‌نویسد که نادر پس از فتح هرات «به عنوان سیر و تفریح داخل قلعه شده، دور و گشت می‌نمود که چشم جهانگشا بر حوض سنگ سفید افتاد، در دم مقرر فرمود که توپچی باشی آن حوض را حرکت داده به عراده حمل و نقل ارض اقدس نماید؛ و مطمح نظر فیض اثر مصروف بر آن بود که سنگ را در میان صحن مقدس نصب نماید.»

## مطلع الشمس یا تاریخ ارض اقدس
«مطلع الشمس یا تاریخ ارض اقدس» کتابی است نگاشته شده توسط اعتمادالسلطنه، در قرن ۱۳ پیرامون جغرافیا و تاریخ حرم رضوی و خراسان.

## کتابچه صورت موقوفات ارض اقدس
«کتابچه صورت موقوفات ارض اقدس» در سال ۱۳۰۳ هجری قمری توسط محمد شفیع اعتماد التولیه خادم حرم رضوی و بدستور والی وقت خراسان و متولی آستان قدس میرزا عبدالوهاب شیرازی مشهور به آصف الدوله تألیف شده‌است.

## وسیلة الرضوان
وسیلة الرضوان اثری است نوشته «شمس الدین محمد بن محمد بدیع بن ابی طالب بن ابی القاسم» یا به اختصار شمس الدین محمد رضوی وی این اثر را پیرامون معجزات و کرامات نقل شده از امام هشتم شیعیان در دوران شاه طهماسب دوم نگاشته‌است. وی در این اثر می‌نویسد: «به خاطر این تراب اقدام زوّار کرام و خدام ذوی الاحترام این روضه ملائک مقام رسید که چون مدت‌های مدید و عهدهای بعید است که حقیر و آبای این حقیر در مشهد مقدّس رضوی در خدمت جدّ بزرگوار خود ساکن و معجزات و خوارق عادات بسیاری که در اکثر اوقات به زوّار سکنه این ارض اقدس روی داده و مشاهد خاص و عام گردیده و کسی در مقام ضبط آنها در نیامده و مثل عقد مروارید از هم‌گسسته و پراکنده شده و هریک دانه به تعب بسیاری به دست کسی افتاده و آن را در گنجینه سینه خود ضبط نموده»